# 5687 Yamamotoshinobu
5687 Yamamotoshinobu è un asteroide della fascia principale. Scoperto nel 1991, presenta un'orbita caratterizzata da un semiasse maggiore pari a 3,0041539 UA e da un'eccentricità di 0,1775189, inclinata di 12,44110° rispetto all'eclittica.